# Hakea ulicina
Hakea ulicina (лат.) — кустарник или небольшое дерево, вид рода Хакея (Hakea) семейства Протейные (Proteaceae). Эндемик Австралии.

## Ботаническое описание
Hakea ulicina — вертикальный кустарник или небольшое дерево высотой 2-5 м, вырастающее из лигнотубера. Длинные узкие листья длиной 3-18 см и шириной 1-4 мм с выступающей продольной жилкой. Весной в пазухах листьев появляются белые соцветия с 6-18 цветками. Плоды, растущие на коротком стебле, имеют яйцевидную или косо-яйцевидную длину 1,6-2,5 см, шириной 8-11 см с коротким клювом.

## Таксономия
Вид Hakea ulicina был описан шотландским ботаником Робертом Брауном в 1830 году на основе растительного материала, собранного Уильямом Бакстером на полуострове Вильсонс-Промонтори, а описание было опубликовано в Supplementum primum prodromi florae Novae Hollandiae. Видовой эпитет — по названию растений рода Улекс (Ulex), по сходству с листьями этого вида.

## Распространение и местообитание
H. ulicina встречается на южных склонах Большого Водораздельного хребта, а также в прибрежной пустоши. Основной ареал простирается от восточной части залива Порт-Филлип в Виктории до Эдема на юго-востоке Нового Южного Уэльса. Дополнительные популяции встречаются на Брисбенских хребтах и в графстве Англси к западу от залива Порт-Филлип, а также на Тасмании и островах Фурно. Похожий вид из Южной Австралии и западной части Виктории, Hakea repullulans, можно отличить по более широким листьям и наличию лигнотубера.

## Охранный статус
Вид Hakea ulicina классифицируется «уязвимым» в «Списке угрожаемых видов» для Тасмании.